# Milton Nascimento
Milton Nascimento, född 26 oktober 1942 i Rio de Janeiro, är en brasiliansk singer-songwriter och gitarrist som gett ut skivor sedan 1967. 

Milton Nascimento, 1969.

Under 1960- och 1970-talet gjorde han sig först ett namn i hemlandet för att därefter, 1974, också få ett internationellt genombrott genom sin medverkan på Wayne Shorters jazzalbum Native Dancer. Detta ledde vidare till samarbete med megastjärnor såsom Paul Simon, Cat Stevens, George Duke och Quincy Jones samt Earth, Wind and Fire. 
Nascimentos album Angelus från 1993 innehåller bidrag från artister som Pat Metheny, Ron Carter, Herbie Hancock, Jack DeJohnette, Nana Vasconcelos, Jon Anderson, James Taylor och Peter Gabriel.
I 2004 arbetade Nascimento med det brasilianska heavy metal-bandet Angra och bidrog till låten "Late Redemption" på bandets album Temple of Shadows.

## Diskografi
| - 1967: Milton Nascimento (a.k.a. Travessia) - 1968: Courage (A&M/CTI) - 1969: Milton Nascimento - 1970: Milton - 1972: Clube da Esquina - 1973: Milagre dos Peixes - 1974: Native Dancer (med Wayne Shorter) - 1975: Minas - 1976: Geraes - 1976: Milton (Raça) - 1978: Clube da Esquina 2 - 1978: Travessia (återutgivning av albumet från 1967) - 1979: Journey to Dawn - 1980: Sentinela - 1981: Caçador de Mim - 1982: Anima - 1982: Ponta de Areia - 1982: Missa dos Quilombos - 1983: Ao Vivo - 1985: Encontros e Despedidas - 1986: A Barca dos Amantes | - 1987: Yauaretê - 1989: Miltons - 1990: Cancão da America - 1990: Txai - 1992: Noticias do Brasil - 1993: Tres Pontas - 1993: Angelus - 1994: O Planeta Blue Na Estrada do Sol - 1996: Amigo - 1997: Nascimento - 1998: Tambores de Minas - 1999: Crooner - 2000: Nos Bailes Da Vida - 2001: Gil & Milton (med Gilberto Gil) - 2002: Oratorio - 2003: Pieta - 2003: Music for Sunday Lovers - 2005: O Coronel e o Lobisomem - 2007: Milagre Dos Peixes: Ao Vivo - 2008: Novas Bossas - 2008: Belmondo & Milton Nascimento (B-Flat recordings) - 2010: ...E a Gente Sonhando |

Samlingsalbum
- 2000:  Maria Maria / Ultimo Trem (Far Out Recordings, Soundtracks till två brasilianska baletter[3]